# VAXUCO
Tổng Công ty Xuất nhập khẩu Tổng hợp Vạn Xuân (VAXUCO, tên giao dịch tiếng Anh: General Import Export Van Xuan Corporation), là một doanh nghiệp Nhà nước, trực thuộc Bộ Quốc phòng, có ngành nghề hoạt động chủ yếu là xuất nhập khẩu. Tại Việt Nam, VAXUCO xếp vị trí thứ 1 với tầm quan trọng về quân sự (xuất nhập khẩu vũ khí) và là công ty quan trọng nhất của Bộ Quốc phòng.

## Lịch sử
- Ngày 10 tháng 8 năm 1991[1] thành lập Tổng Công ty Xuất nhập khẩu Tổng hợp Vạn Xuân (VAXUCO) thuộc Cục Vật tư, Bộ Quốc phòng.[2]
- Ngày 26 tháng 7 năm 1994, Tổng Công ty được chuyển về trực thuộc Bộ Quốc phòng
- Ngày 24 tháng 4 năm 1996, sáp nhập Chi nhánh phía Nam của Công ty Xuân Mai (XUMACO)-Tổng cục kỹ thuật về VAXUCO.
- Ngày 5 tháng 6 năm 1996, Tổ chức lại thành Công ty XNKTH Vạn Xuân trực thuộc Bộ Quốc phòng
- Ngày 8 tháng 6 năm 1999, sáp nhập Công ty Vật tư và dịch vụ xuất nhập khẩu (GAET) của Tổng cục Công nghiệp Quốc phòng về Công ty VAXUCO.
- Ngày 12 tháng 8 năm 2010 Bộ trưởng Bộ Quốc phòng ký Quyết định số 2947/QĐ-BQP chuyển Công ty Xuất nhập khẩu tổng hợp Vạn Xuân thành Công ty Trách nhiệm hữu hạn một thành viên Xuất nhập khẩu tổng hợp Vạn Xuân
- Ngày 23 tháng 8 năm 2011 Bộ trưởng Bộ Quốc phòng ký Quyết định số 3033/QĐ-BQP thành lập Tổng Công ty Xuất nhập khẩu Tổng hợp Vạn Xuân hoạt động theo hình thức công ty mẹ - con trên cơ sở tổ chức lại công ty trách nhiệm hữu hạn một thành viên Xuất nhập khẩu tổng hợp Vạn Xuân
- Ngày 16 tháng 10 năm 2012 Bộ trưởng Bộ Quốc phòng ký Quyết định số 3928/QĐ-BQP điều chuyển nguyên trạng Tổng công ty Xăng dầu Quân đội trực thuộc Bộ Quốc phòng về trực thuộc Tổng công ty Xuất nhập khẩu tổng hợp Vạn Xuân và ngày 18 tháng 10 năm 2012 Quân ủy Trung ương ký Quyết định số 606-QĐ/ĐU sáp nhập Đảng bộ Tổng công ty Xăng dầu Quân đội vào Đảng bộ Tổng công ty Xuất nhập khẩu tổng hợp Vạn Xuân

## Tổng quan
VAXUCO cũng là cổ đông sáng lập của Công ty Cổ phần Hóa dầu Quân đội Mipec và một số ngành nghề khác. Trong đánh giá top 1000 doanh nghiệp lớn nhất cả nước và đạt mức tăng trưởng cao năm 2008, VAXUCO được xếp thứ 457, đồng thời xếp thứ 8 trong số 10 doanh nghiệp Quân đội lớn nhất Việt Nam. Tháng 10 năm 2012 Bộ trưởng Quốc phòng đã có quyết định điều chuyển nguyên trạng Tổng Công ty Xăng dầu Quân đội về trực thuộc VAXUCO.
Công ty còn tham gia vào một số ngành khác như: Kinh doanh vật liệu xây dựng, vật tư, thiết bị và phế liệu; Vận tải, dịch vụ kho bãi; Dịch vụ cho thuê văn phòng; XNK máy móc thiết bị vật tư hàng hoá tiêu dùng phục vụ cho quốc phòng và kinh tế. Đại lý bán vé máy bay...
Công ty phát triển mạnh từ những năm 2007 tới 2010 khi có nhiều bản hợp đồng ký kết với nước ngoài trị giá trên 4 tỷ USD do ông Hoàng Quốc Hùng ký năm 2009 là bản hợp đồng có giá trị lớn nhất của chính phủ từ trước đến nay, gồm có 6 tàu ngầm lớp Kilo: Hà Nội (HQ-182), tiếp theo là TP. Hồ Chí Minh (HQ-183), Hải Phòng (HQ-184), Đà Nẵng (HQ-185), Khánh Hòa (HQ-186) và Bà Rịa - Vũng Tàu (HQ-187), ông Hoàng Quốc Hùng cũng đã ký mua tàu Đinh Tiên Hoàng (HQ-011), Lý Thái Tổ (HQ-012) và còn 2 tàu lớp Gepard sẽ xuất xưởng năm 2014, và 2 tàu ngầm nữa đang trong quá trình đặt hàng. Ông cũng ký mua thêm hàng chục máy bay Su-30MK2V cho không quân Việt Nam và nhiều trang thiết bị như máy bay, tàu cứu hộ phục vụ cho quân đội.

## Nhiệm vụ
- Xuất nhập khẩu vũ khí, khí tài, trang thiết bị quân sự, thiết bị đồng bộ và toàn đồng bộ nguyên nhiên vật liệu và vật tư chuyên dùng quốc phòng (nhiệm vụ xuất nhập khẩu đặc biệt), nhập khẩu xăng, dầu, mỡ, đặc chủng phục vụ quốc phòng;
- Quản lý, bảo quản hàng dự trữ quốc gia cho Quốc phòng, hàng dự trữ cho sản xuất quốc phòng, hàng cung ứng thường xuyên, hàng trang bị, vật tư nhập khẩu đưa về kho trung chuyển để kiểm tra chất lượng trước khi quyết định nhập, giao cho đơn vị;
- Tổng công ty XNK Tổng Hợp Vạn Xuân là đầu mối quản lý, chỉ đạo trực tiếp về hành chính quân sự đối với Tổng Công ty Xăng Dầu Quân đội (MIPECORP) và là cổ đông chính của Công ty cổ phần hóa dầu quân đội (MIPEC)

## Lãnh đạo hiện nay
- Tổng Giám đốc: Đại tá Đỗ Văn Hiệp
- Chủ tịch: Thượng tá Ngô Mạnh Linh

## Cơ quan trực thuộc
- Văn phòng
- Phòng Kế hoạch Tổng hợp
- Phòng Chính trị
- Phòng Tổ chức Lao động
- Phòng Tài chính Kế toán
- Phòng Đối ngoại - Pháp chế
- Phòng Kinh doanh
- Phòng Đầu tư
- Phòng Quản lý Dự án
- Phòng Xuất Nhập khẩu Vũ khí Trang Thiết bị 1
- Phòng Xuất Nhập khẩu Vũ khí Trang Thiết bị 2
- Phòng Xuất Nhập khẩu Vũ khí Trang Thiết bị 3
- Phòng Xuất Nhập khẩu Vũ khí Trang Thiết bị 4
- Phòng Xuất Nhập khẩu Công nghệ Dự án Đầu tư

## Đơn vị trực thuộc
- Tổng Công ty Xăng dầu Quân đội MIPECORP
- Công ty Thương mại và Dịch vụ Kho vận VAXUCO Miền Bắc
- Công ty Thương mại và Dịch vụ Kho vận VAXUCO Miền Nam
- Chi nhánh tại Matxcova
- Chi nhánh tại Miền Trung
- Chi nhánh tại TP. Hồ Chí Minh
- Văn phòng Đại diện tại Liên Bang Nga

## Lãnh đạo qua các thời kỳ
- Nguyễn Đình Lộc (1991 - 1994)
- Đào Chí Công (1994 - 2005)
- Hoàng Quốc Hùng (2005 - 2010)[3]
- Thiếu tướng Đào Ngọc Thạch, (2010 - 2020)
- Đại tá Nguyễn Trọng Cường (2020-nay)